# 北京万寿庄宾馆

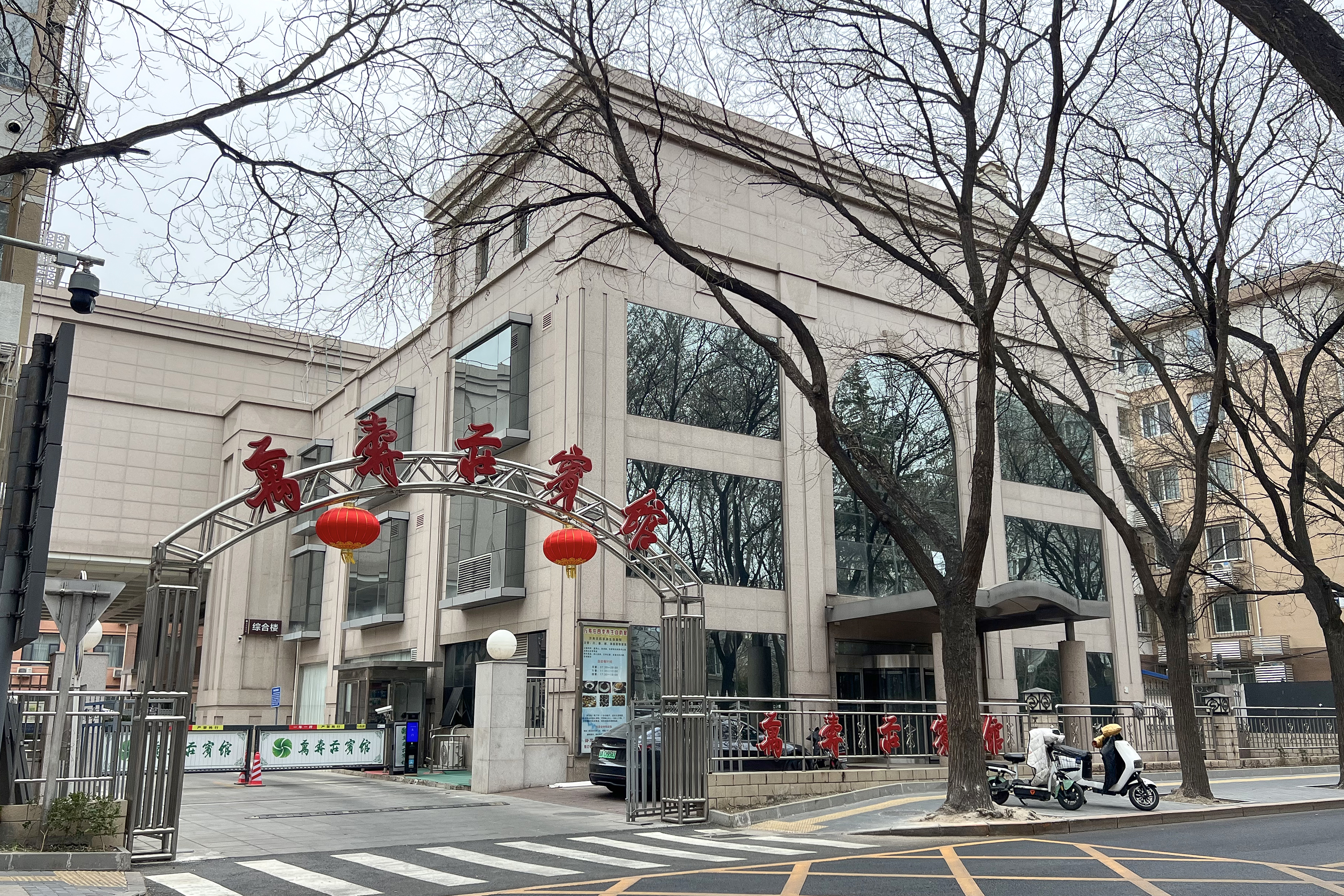
万寿庄宾馆

北京万寿庄宾馆，位于北京市海淀区万寿路西街7号，是隶属中共中央组织部机关事务管理局的企业。

## 简介
北京万寿庄宾馆于1958年10月1日成立。原名“中共中央组织部万寿路招待所”。北京万寿庄宾馆是中共中央组织部机关事务管理局下属的全民所有制企业。北京万寿庄宾馆是三星级酒店。
北京万寿庄宾馆经常接待每年“全国两会”代表团。